# Optantenvertrag
Der Optantenvertrag wurde am 11. Januar 1907 zwischen dem Königreich Dänemark und dem Deutschen Kaiserreich geschlossen.
Der Wiener Friedensvertrag vom 30. Oktober 1864, der den Deutsch-Dänischen Krieg um das Herzogtum Schleswig (≈Sønderjylland) abschloss, gab dänischen Schleswigern in Artikel 19 das Recht, bis zum 16. November 1870 für Dänemark zu optieren, was bedeutete, die dänische Staatsangehörigkeit zu erhalten und in das Königreich überzusiedeln. Der Besitz dieser Optanten sollte dabei nicht verloren gehen. Viele wählten diese Möglichkeit, da sie auf einen für Dänemark positiven Ausgang der in Artikel 5 des Prager Friedensvertrages von 1866 versprochenen nationalen Volksabstimmung hofften. Nach der Einführung der dreijährigen preußischen Wehrpflicht in Schleswig im Jahr 1867 stieg die Auswanderung dänischer Optanten sprunghaft an. Nach dem Ende des Deutsch-Französischen Krieges kam es 1872 zwischen Deutschland und Dänemark zum Abschluss der Apenrader Konvention (Aabenraakonvention), die es 1.046 Optanten ermöglichte, straffrei nach Schleswig zurückkehren zu können. Die 1869 wie 1872 geschlossenen Vereinbarungen eröffneten den dänischen Optanten die Möglichkeit, dauerhaft in Nordschleswig zu leben, jedoch mit dem Status von Ausländern und ohne Wahlrecht.
Im Jahr 1880 befanden sich schließlich noch 25.000 dänische Staatsangehörige in Nordschleswig. Unter dem schleswig-holsteinischen Oberpräsidenten Ernst von Köller kam es zwischen 1897 und 1901 vermehrt zu Ausweisungen dänischer Optanten (Köllerpolitik). Ein zunehmendes Problem stellte der Nachwuchs der dänischen Optanten dar: Die vor 1898 geborenen Kinder dieser Optanten galten als staatenlos. Im Ganzen handelte es sich bei dieser Gruppe um über 4.000 Personen. Nach Geheimverhandlungen kam es im Januar 1907 schließlich zum Abschluss des Optantenvertrages. Er besagt, dass die zwischen 1871 und 1898 in Schleswig geborenen Kinder dänischer Optanten selbst entscheiden konnten, ob sie die dänische oder die deutsche Staatsangehörigkeit annehmen wollten.
Im Gegenzug erkannte Dänemark den Verlauf des Flusses Königsau als Grenze an, womit es nochmals das bereits 1864 verlorene Herzogtum Schleswig aufgab, und verzichtete vor allem auf die Bestimmung des Prager Friedens von 1866, in dem (in Paragraph 5, Artikel 5) eine Volksabstimmung über die nationale Zugehörigkeit der Bevölkerung in Schleswig vorgesehen worden war, die die Anbindung Schleswigs zu Dänemark bzw. Deutschland klären sollte.
Diese Abstimmung fand aber 1920 auf Anweisung der Siegermächte des Ersten Weltkrieges dennoch statt und führte zur Abtretung Nordschleswigs an Dänemark.
Siehe auch: Nordschleswig (Geschichte)